# Музей Мирового океана
Музей-заповедник «Музей Мирового океана» — первый в России комплексный маринистический музей-заповедник, расположенный в Калининградской области. Имеет экспозиции, посвящённые судоходству, морской флоре и фауне, геологии и гидрологии мирового океана, а также маринистическую библиотеку и действующую экологическую станцию.
Посетитель может осмотреть музейные суда «Витязь», «Космонавт Виктор Пацаев» (судно входило в число судов Службы космических исследований АН СССР), подводную лодку Б-413, рыболовное судно «СРТ-129», плавучий маяк «Ирбенский», гидросамолёт «Бе-12», а также скелет кашалота; познакомиться с коллекцией старинных пушек и якорей. Филиал музея — ледокол «Красин» — находится на вечной стоянке в Санкт-Петербурге.
В музее проводятся конгрессы, действуют тематические клубы. Музей также ведёт научную работу.

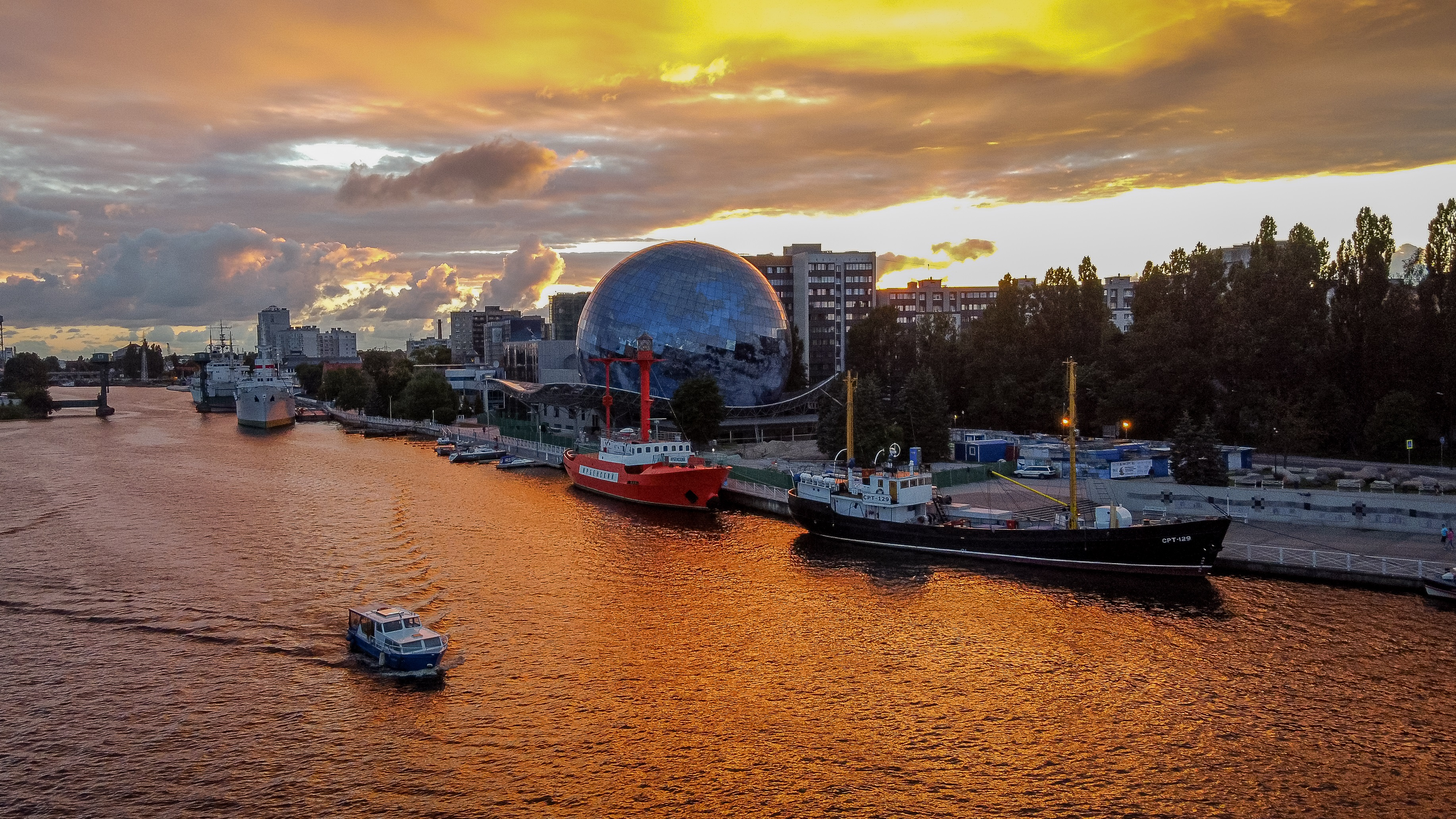
Экспозиция Музея Мирового океана на набережной реки Преголя в Калининграде

## История
Музей Мирового океана был образован на бумаге 12 апреля 1990 года, когда Совет Министров РСФСР принял Постановление № 116 «О создании Музея Мирового океана Министерства культуры РСФСР в г. Калининграде». Однако первых посетителей музей смог принять только пять лет спустя, когда на вставшем в 1994 году на вечную стоянку у музейного причала судне «Витязь» были оборудованы выставочные площади. По-настоящему дебютным стал для музея 1996 год, когда в его стенах проводились праздничные мероприятия в честь трёхсотлетия флота России.
В 2000 году рядом с «Витязем» у музейного причала ошвартована «вышедшая в запас» дизель-электрическая подводная лодка Б-413. А год спустя к ним присоединилось судно «Космонавт Виктор Пацаев». С того жк года ведутся работы по консервации остатков найденного в янтарном карьере посёлка Янтарный деревянного парусного корабля XIX века.
В 2003 году завершено строительство главного корпуса с конференц-залом.
В 2004 году ледокол «Красин» стал филиалом музея Мирового океана в Санкт-Петербурге.
В 2006 году завершён капитальный ремонт портового склада довоенной постройки, в котором в следующем году была открыта экспозиция «Морской Кёнигсберг-Калининград».
В 2007 году музею передан памятник архитектуры XIX века «Фридрихсбургские ворота», а также завершён капитальный ремонт и открыт корпус «Пакгауз» выставочного корпуса.
В 2009 году Музей Мирового океана завоевал гран-при на фестивале «Интермузей-2009». У берегов исторической набережной ошвартовано рыболовное судно «СРТ-129».
В 2015 году состоялось открытие фондохранилища с экспозицией Глубина, в музее появился гидросамолёт Бе-12, Морской выставочный центр в Светлогорске перешёл под управление Музея Мирового океана.
В 2022 году музей получил статус музея-заповедника, бастион Литва передали в пользование Музею Мирового океана.
Администрация музея расположена в историческом здании, в котором до Второй мировой войны в течение более 60 лет находилось консульство Бельгии.
Музею Мирового океана также принадлежит памятник архитектуры XIX века «Королевские ворота», в котором разместилась экспозиция «Великое посольство».

## Миссия и направления деятельности
Миссия музея Мирового океана:

- всестороннее представление Мирового океана и роли России в его исследовании и освоении;
- формирование целостного мировоззрения через осознание богатейшего ресурса Земли — океанского пространства, соединяющего страны и континенты.

Специфика музея — сохранение исторических судов как музейных объектов.
Основными направлениями деятельности музея являются: научно-исследовательская, экспозиционно-выставочная, культурно-просветительская, образовательная, издательская и информационная. Научно-исследовательская работа ведётся по следующим направлениям:
- история изучения и освоения Мирового океана;
- современное представление о природе Мирового океана;
- сохранение исторических судов;
- морская история и культура Балтики.
- подводная археология
- консервация и реставрация объектов подводного наследия

К научным лабораториям музея относятся лаборатория морской аквариумистики и лаборатория мониторинга окружающей среды.
К образовательной деятельности относятся:
- школа Юный моряк
- школа океанолога
- школа экскурсовода
- школа навигацких наук
- школа королевских манер

## Главный музейный комплекс
В настоящее время фонд музея составляет 100000 единиц хранения, из которых представлены 17 видов коллекций от судомоделей, до оружия. Также музей имеет 14 объектов, которые представлены на территории главного комплекса и за его пределами.

### Научно-исследовательское судно «Витязь»

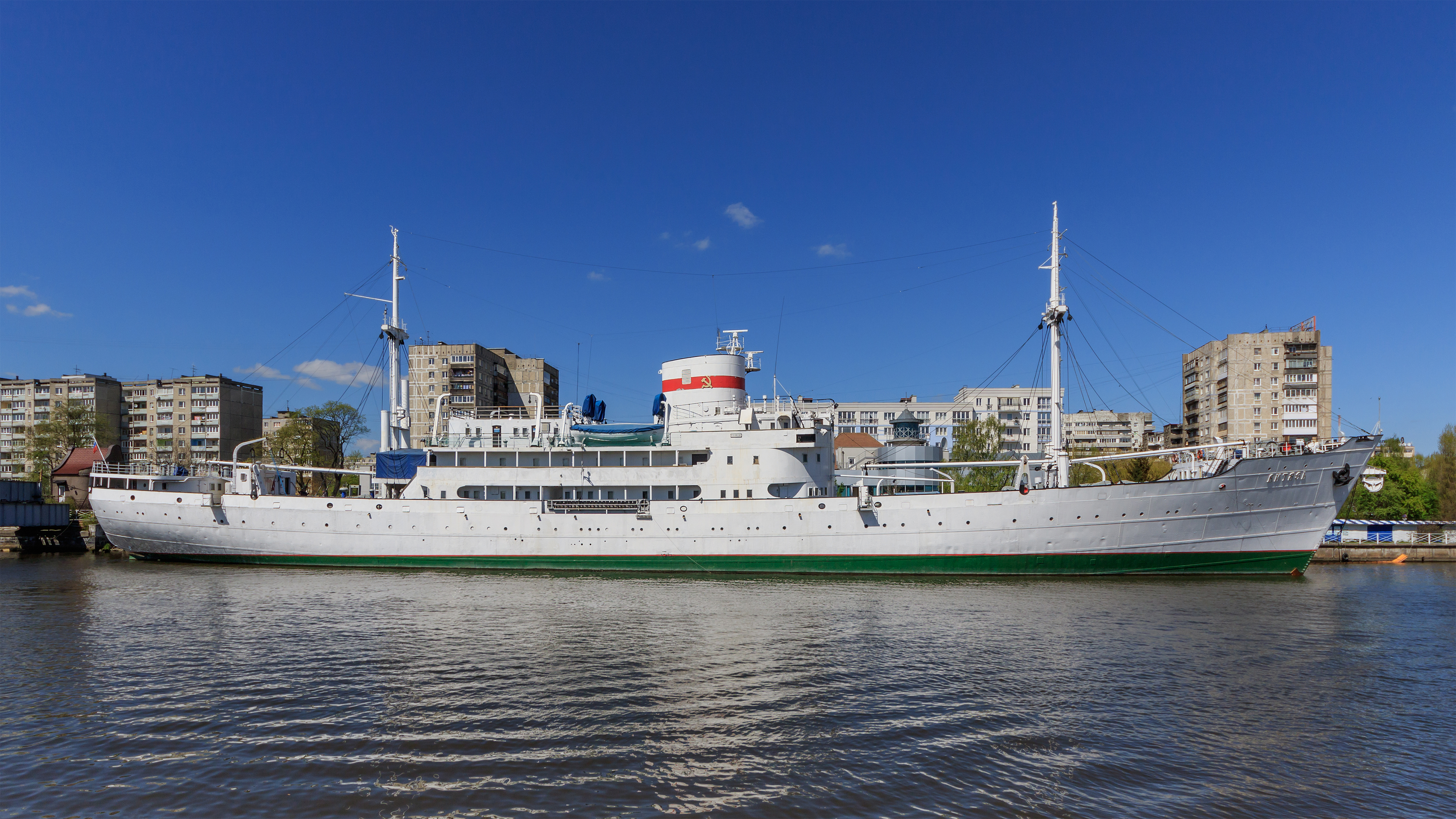
Научно-исследовательское судно «Витязь»

У причала Набережной исторического флота ошвартовано самое крупное в мире научно-исследовательское судно-музей «Витязь». Это одновинтовой двухпалубный теплоход, который отличает прямой наклонный форштевень, резко разваленные носовые образования и крейсерская корма.
История этого судна охватывает немецкий, советский и российский периоды. В 1939 году в Бремерхафен было спущено на воду сухогрузное судно под именем «Марс». Во время Второй мировой войны «Марс» использовался нацистами в качестве военного транспортного судна. После завершения войны оно было передано Великобритании в качестве репарации, а затем менее чем через год передано СССР. В 1946—1947 годах под названием «Адмирал Макаров» и «Экватор» судно выполняло грузоперевозки. В 1947—1949 годах судно перепрофилировано в научно-исследовательском судно Академии Наук СССР и получило своё нынешнее название «Витязь».
Под флагом Академии Наук СССР судно плавало 30 лет, с 1949 по 1979 год, совершило в общей сложности 65 научных рейсов, прошло около 800 000 миль, выполнило 7942 научные станции. С его борта измерена максимальная глубина (11 022 м) в Марианской впадине, открыт новый тип животных — погонофоры. На «Витязе» сформировалась школа советской океанологии, в экспедициях работали учёные из 50 научных институтов СССР и 20 стран мира, в общей сложности около 1000 человек. Судно участвовало в программе Международного Геофизического года и других крупных международных проектах. Судно принимали в 100 портах 49 стран мира. Гостями «Витязя» были президенты и премьер-министры, послы и деятели культуры, а также знаменитые учёные, такие как Тур Хейердал и Жак-Ив Кусто.
Свой последний визит судно нанесло в Калининград, где в течение 11 лет его будущее оставалось неопределённым. Учитывая значительный вклад судна «Витязь» в изучение Мирового океана, в 1992 году было принято решение о его сохранении в виде музея. Через два года ремонтно-восстановительных работ «Витязь» был пришвартован у причала Набережной исторического флота. Самое большое по водоизмещению научно-исследовательское судно-музей «Витязь» является самым первым и по-прежнему главным экспонатом музея.
В ноябре 2007 года «Витязю» присвоен статус «Памятника науки и техники 1 ранга». В музее хранятся кальки чертежей судна с верфи «Шихау» (Германия), где был построен «Марс». ЗАО «ЦНИИМФ» (Санкт-Петербург) передало в музей фотографии внутренних помещений «Витязя», выполненных в 1948 году после переоборудования судна в Висмаре (ГДР).

### Подводная лодка «Б-413»
В декабре 1997 года по инициативе директора музея Мирового океана С. Г. Сивковой Министр культуры России Н. Л. Дементьева обратилась к Председателю Правительства России В. С. Черномырдину с просьбой о безвозмездной передаче Б-413 в качестве экспоната в музей с постоянным расположением в городе Калининград. Приказом Главнокомандующего ВМФ от 3 сентября 1999 года Б-413 была выведена из боевого состава ВМФ. Согласно директиве Командующего Балтийским флотом адмирала В. Г. Егорова Б-413 передислоцирована из Кронштадта в Калининград, где в конце 1999 года поставлена в док на судоремонтном заводе «Янтарь» для переоборудования под музей.
14 июня 2000 года отшвартовалась у музейного причала в городе Калининград, а 1 июля 2000 года состоялась торжественная передача подводной лодки Балтийским флотом Музею Мирового океана.
2 июля 2000 года Б-413 открыта для посетителей как музей. На подводной лодке открыта выставка «Из истории российского подводного флота».

### Судно космической связи «Космонавт Виктор Пацаев»

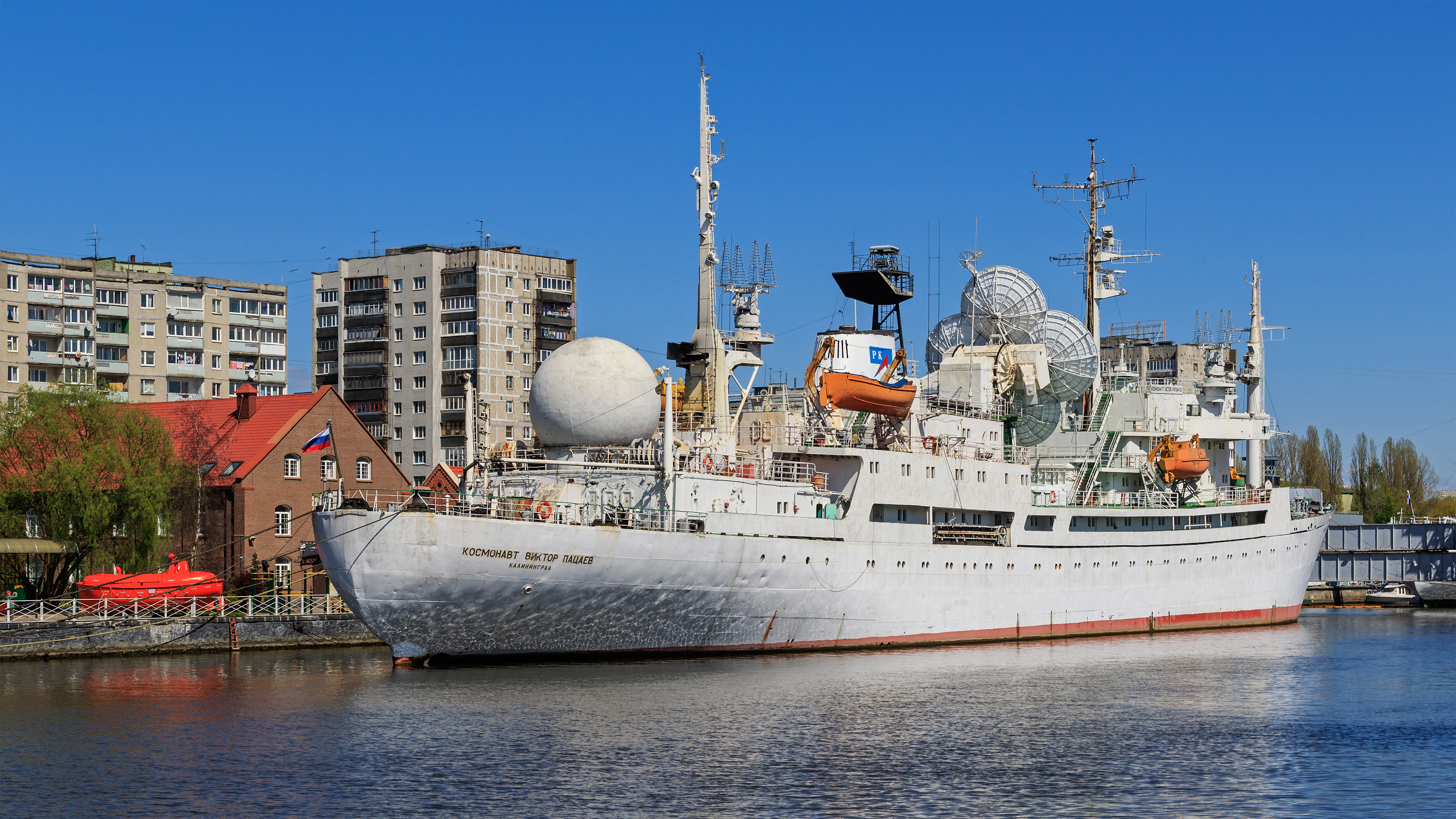
Судно «Космонавт Виктор Пацаев» в Музее Мирового Океана, Калининград.

Научно-исследовательское судно Роскосмоса, названное в честь лётчика-космонавта Виктора Пацаева, с 2001 года ошвартовано у причала Музея Мирового океана в Калининграде. Принадлежит НПО Измерительной техники. Единственное сохранившееся судно из состава «Флота судов космической службы» (СКИ ОМЭР АН СССР), расформированного вследствие распада Советского Союза и тяжёлого экономического положения России в 1990-х годах. До 1994 года основными задачами судна являлись приём и анализ телеметрических данных и обеспечение радиосвязи между космическими аппаратами и Центром управления полётами (город Королёв), вне зоны видимости с поверхности Земли из ЦУПа и НИПов.
С 2003 по сентябрь 2017 года НИС «Космонавт Виктор Пацаев» обеспечивало связь с Международной космической станцией.

### Рыболовецкое судно «СРТ-129»

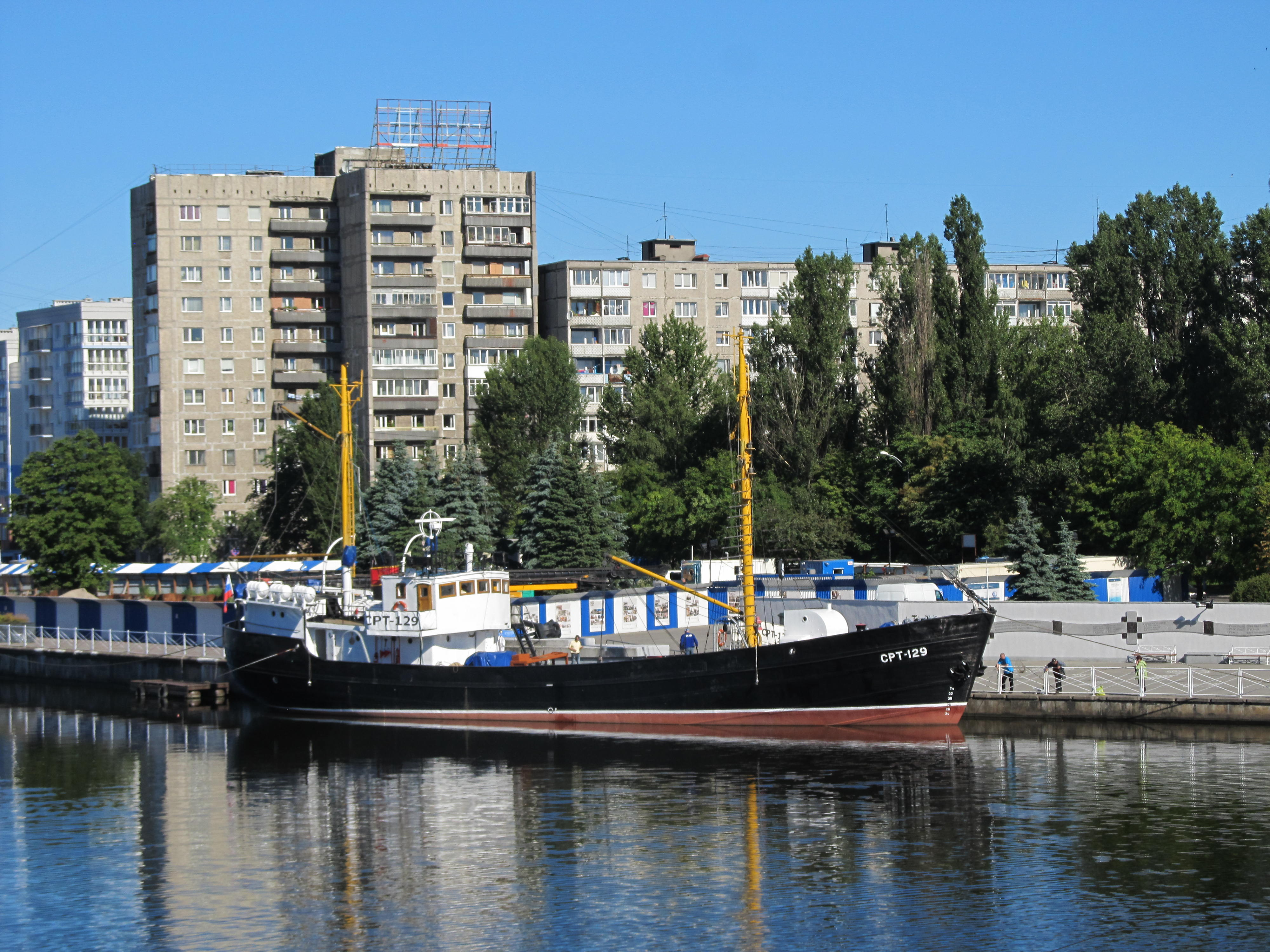
Средний рыболовный траулер «СРТ-129» — единственное музейное рыболовное судно в России.

Судно включено в состав музея в 2007 году, является типичным рыболовецким судном, использовавшимся для ловли рыбы в море калининградскими рыбаками. На судне имеются открытая для посещения рубка, уменьшенные макеты рыболовецких судов, демонстрируются фильмы о рыболовстве в России и СССР.

### Плавучий маяк «Ирбенский»
30 июня, 2017 года судно было ошвартовано у причала Музея Мирового океана. Плавучий маяк представляет собой судно специальной конструкции, оборудованное маячным огнём, радиомаяком, звуковым передатчиком и гидроакустическим сигнальным устройством.

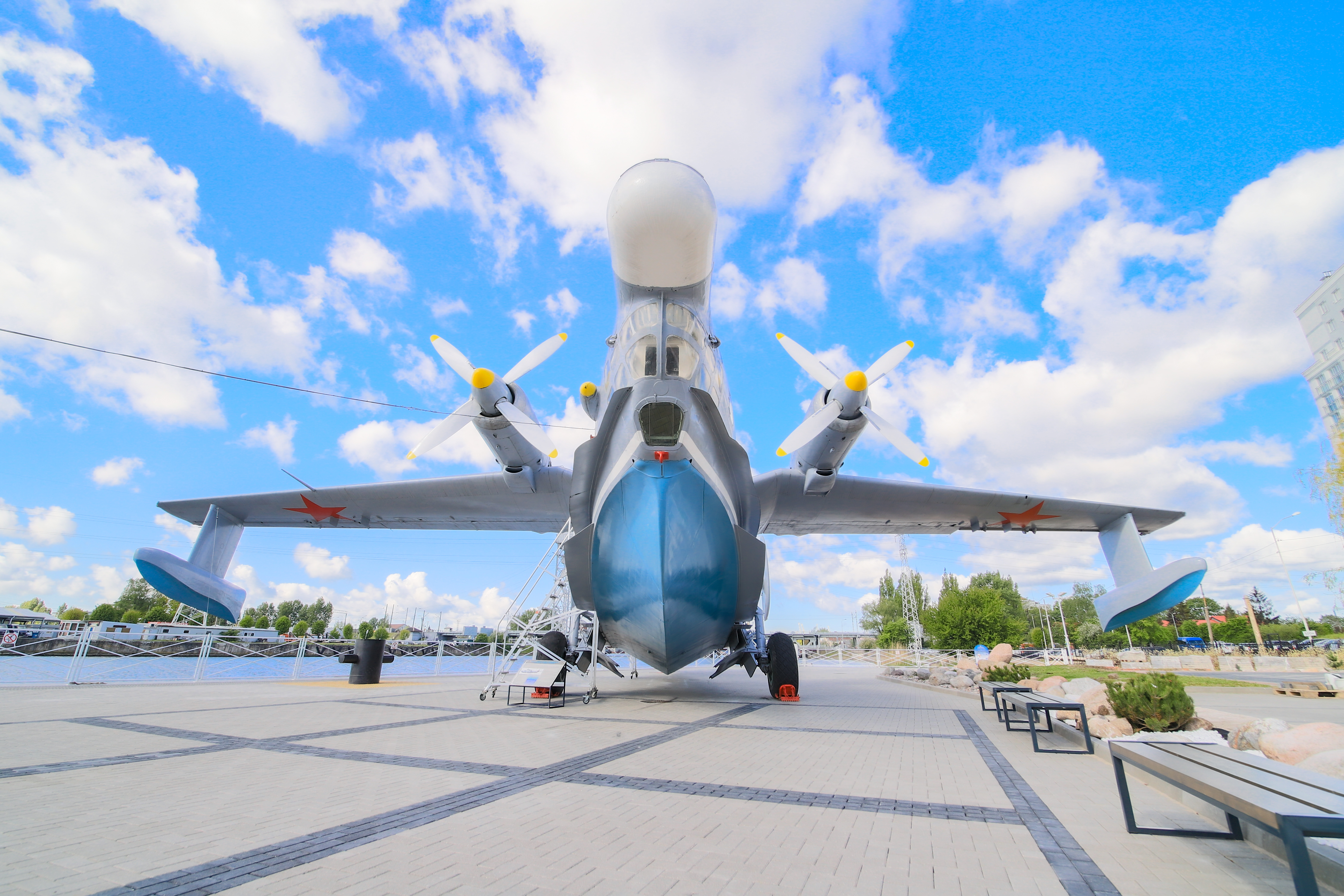
Гидросамолёт «Бе-12»

### Гидросамолёт «Бе-12»
Самолёт-амфибия находится в музее с 25 августа, 2014 года. Главное предназначение самолёта — поиск, обнаружение, сопровождение и уничтожение подводных лодок в различных метеоусловиях, в любое время года и суток, на удалении до 500 км от аэродрома базирования.

### Выставочный павильон «Куб воды»

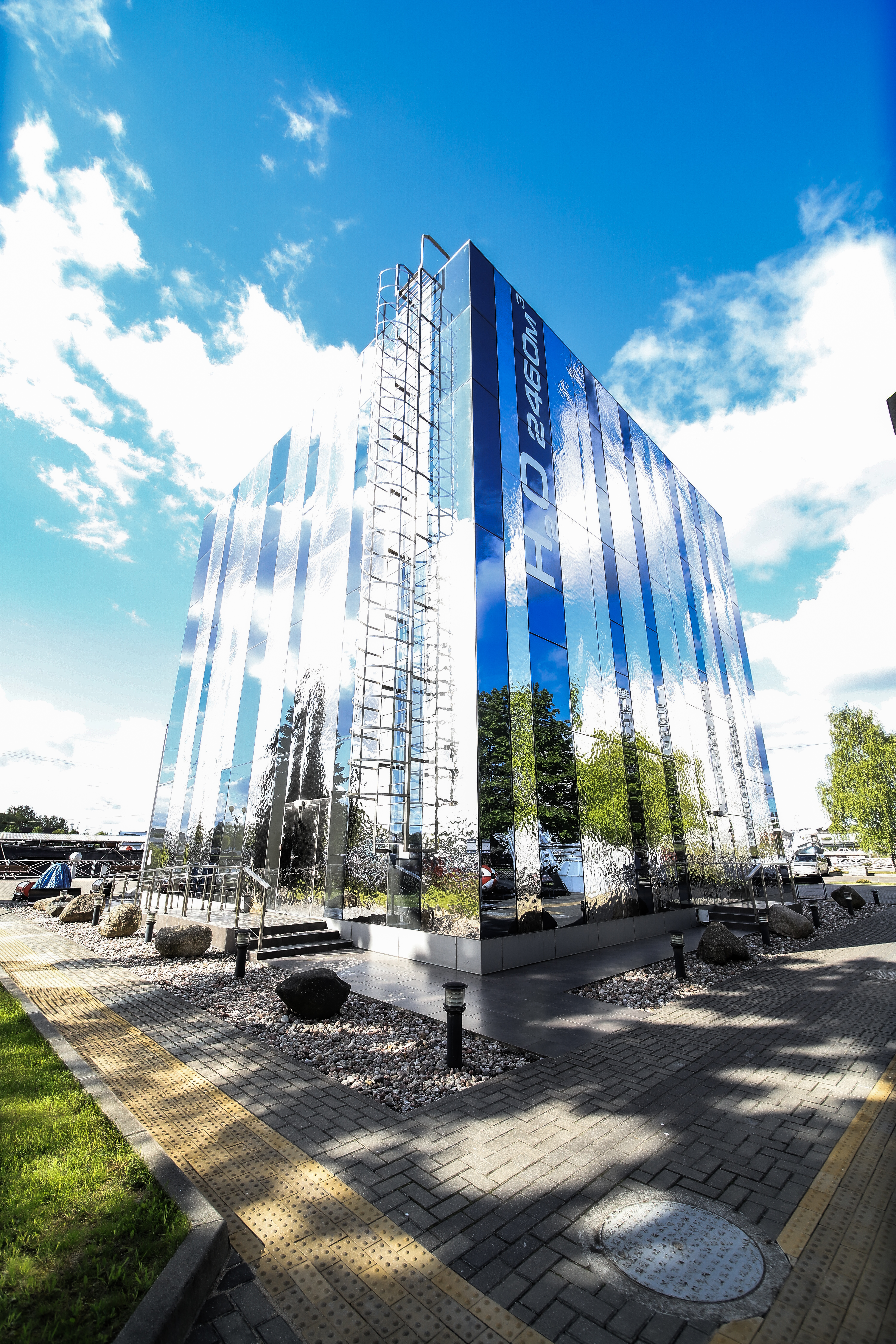
Выставочный павильон «Куб воды»

Павильон, построенный 1 августа 2014 года, представляет собой здание из голубого стекла и хромированных металлических пластин. Главной экспозицией являются экспонаты, которые рассказывают об истории российского флота и о географических открытиях военных моряков.

### Главный корпус
В главном корпусе музея размещается экспозиция «Мир океана. Прикосновение…», в которую входят морские аквариумы, коллекции раковин морских моллюсков и кораллов, геологических и палеонтологических образцов. .

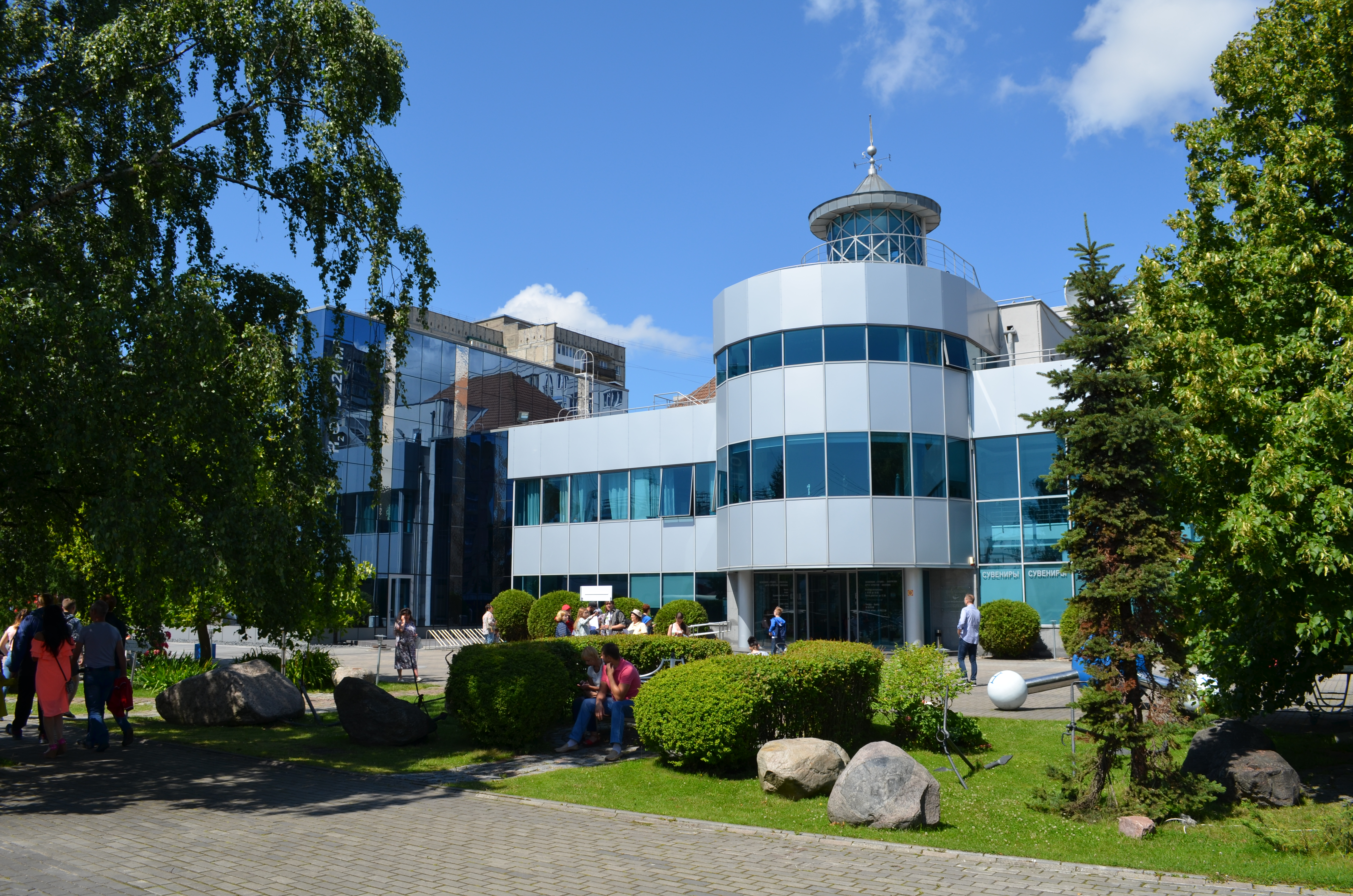
Здание главного корпуса

В коллекции раковин морских моллюсков «Жемчужины моря» насчитывается более 6 тысяч раковин моллюсков, в экспозиции представлено около 900 экземпляров. Коллекция «Коралловые сады» представляет более трёхсот образцов кораллов для обозрения. И наконец, в морских аквариумах можно увидеть рыб и других обитателей из различных районов Мирового океана. Здесь имеются различные тропические рыбы, скаты-хвостоколы, крылатки, пираньи Южной Америки, а также акулы Атлантики.
Коллекция геологических и палеонтологических образцов собрана на различных континентах и даёт представление о геологическом строении побережья Мирового океана и самого молодого моря планеты — Балтийского. На фотографиях с космической орбиты запечатлены морские берега и рисунки береговых линий. Экспозицию завершает маяк, на котором установлена составная линза Френеля, предназначенная для подачи световых сигналов в море, сделанная в Париже, в 1924 году. Она работала на маяке в районе населённого пункта Овиши (Латвийское побережье Балтийского моря).
11 декабря 2015 г. было открыто здание нового фондохранилища и экспозиции «Глубина», центральными экспонатами которой стали скелет кашалота и легендарный глубоководный обитаемый аппарат «Мир-1». В августе 2022 г. экспозиция дополнена знаменитым обитаемым подводным аппаратом «Pisces-VII».

### Выставочный центр «Пакгауз»
На территории, которая теперь принадлежит Музею Мирового океана, находился порт. Портовые сооружения в Кёнигсберге строились с XVII в. Портовые склады, в которых сегодня разместились выставочные корпуса «Морской Кёнигсберг-Калининград» и «Пакгауз», были построены в середине XIX в. В этот же период, вероятно, появилась причальная стенка и булыжная мостовая. В середине XIX в. в этом районе был построен железнодорожный мост (сохранился до наших дней), а позже — крупный железнодорожный узел, позволявший перегружать грузы из портовых складов в вагоны и отправлять по назначению.
Территория, расположенная вдоль реки Прегель, была разрушена в годы Второй мировой войны. Причальная стенка и мостовая были восстановлены музеем в 2000—2003 гг. Реставрационные работы по воссозданию выставочного комплекса «Пакгауз» велись меньше одного года. Открытие состоялось 13 июля 2007 года.
С 2010 года в экспозиции музея находится фонтан «Путти» известного немецкого скульптора Станислава Кауэра. С 2015 года рядом с фонтаном выставляется ещё одна знаменитая работа Кауэра — авторская копия рельефа «Гениус», хранящегося в Художественной Галерее Калининграда.
С 2015 года в музее также выставляется скульптура Артура Штайнера «Лизонька с котятами».

Центральный экспонат выставочного зал в «Пакгауз» — археологическая находка «Корабль XIX века».

Скамейка Канта на набережной реки Преголя.
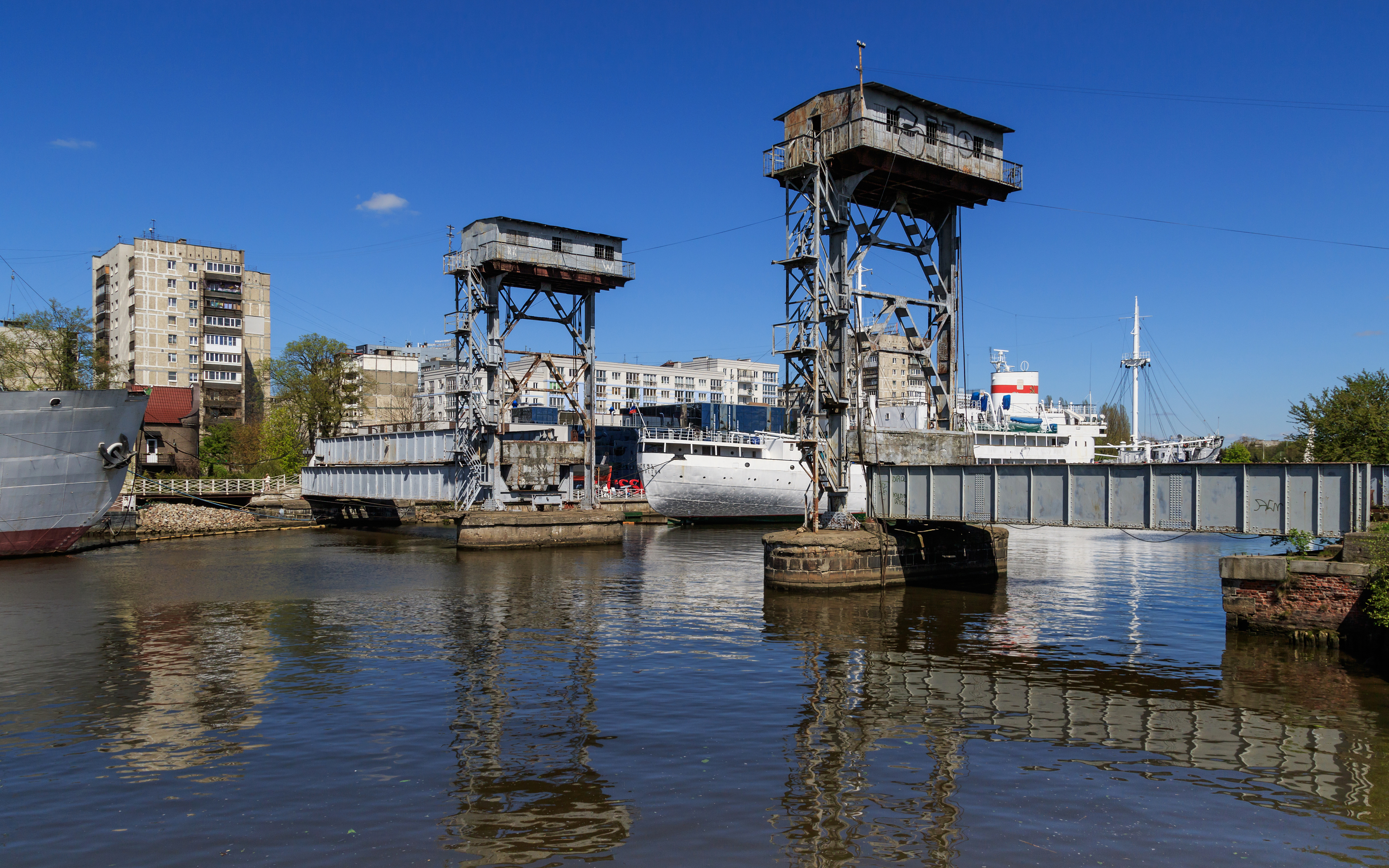
Старый раздвижной железнодорожный мост. Ныне не действует.
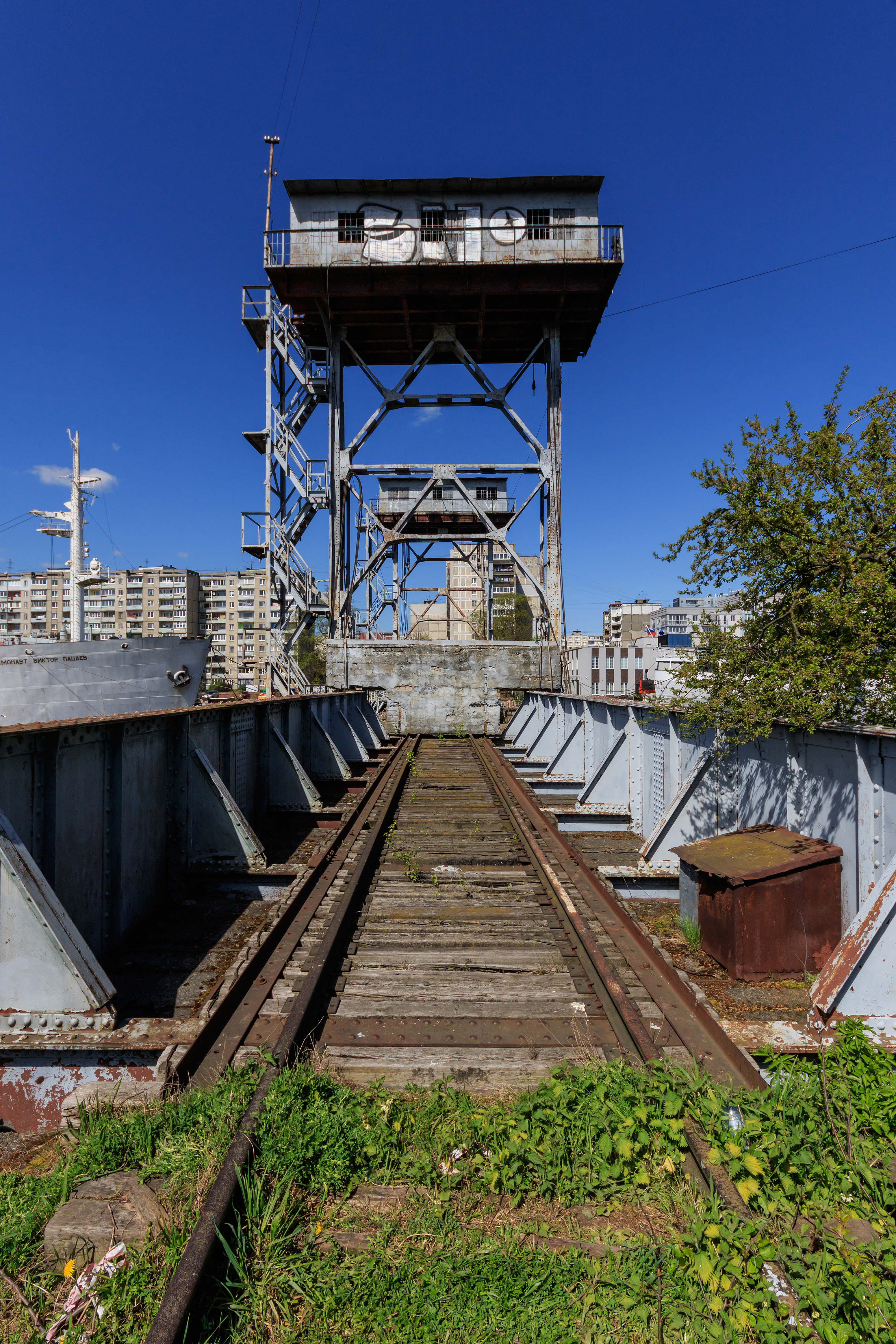
Сохранившиеся подъездные пути к старому железнодорожному мосту.
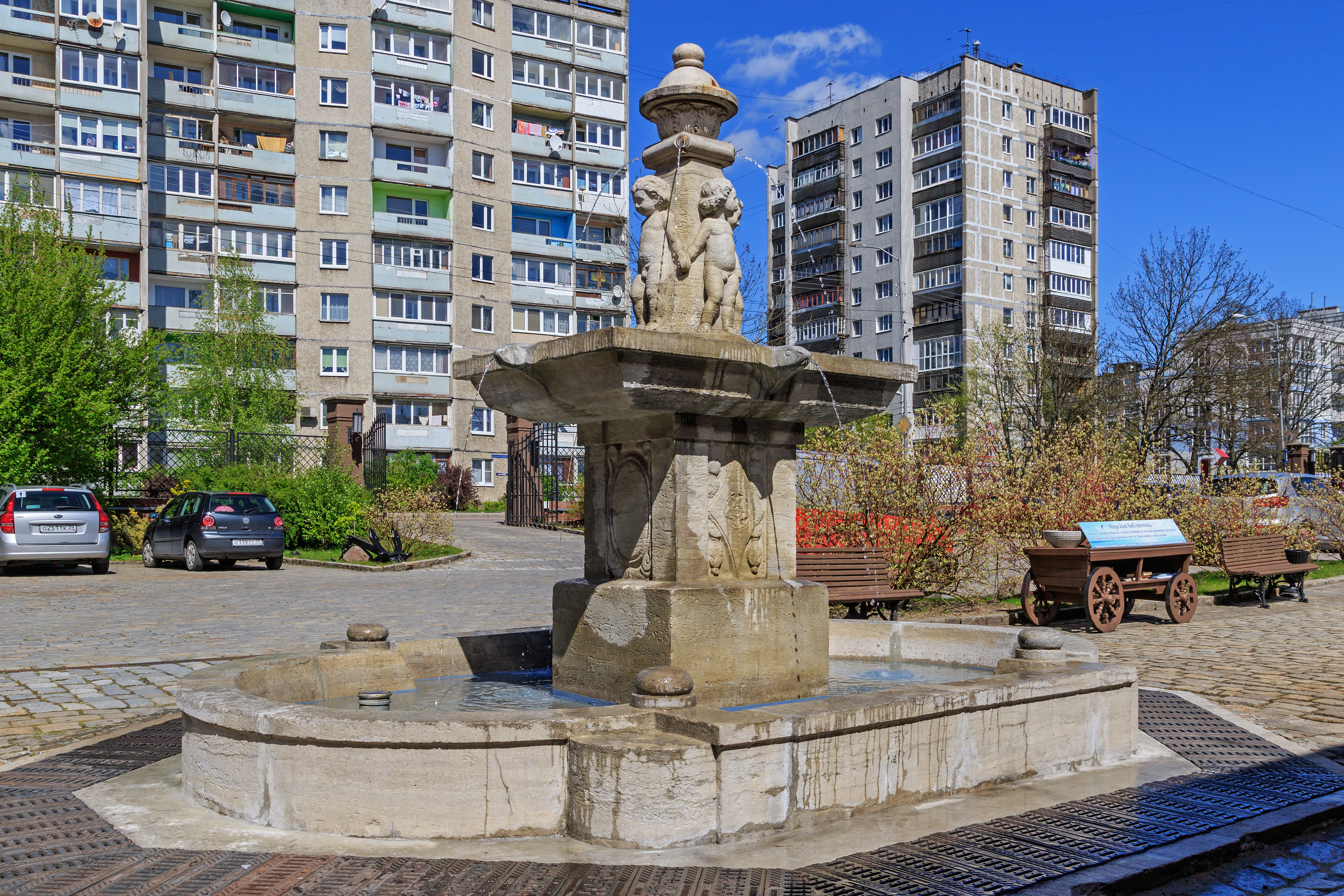
Фонтан «Путти»

## Филиалы и историко-культурные центры

### Историко-культурный центр «Фридрихсбургские ворота»
В 2012 году на территории отреставрированных и переданных музею Фридрихсбургских ворот, единственного сохранившегося элемента крепости Фридрихсбург, открылся комплекс Лодейный двор. Здесь размещены реставрационная мастерская, музейная судоверфь и экспозиция, посвящённая традиционным лодкам России. В частности в экспозиции есть донской каюк и облас (лодка хантов). В 2012 году было спущено на воду первое традиционное судно, построенное силами музея — куренас (рыбацкая лодка Куршского залива).
В 2022 г. здесь создан Петровский центр Музея Мирового океана. Этот проект призван соединить «петровским» маршрутом несколько связанных с именем Петра площадок музея в регионе.

### Историко-культурный центр «Королевские ворота»
Королевские ворота — это памятник фортификационного искусства XIX в., закладка которого состоялась 30 августа, 1830 г., созданный архитектором Фридрихом Штюлером в псевдоготическом стиле. на данный момент здесь представлены экспозиции «Великое посольство», «Аптека трёх королей», «Гости города», «Город», которые рассказывают о дипломатической миссии Петра Алексеевича в Европу (1697—1698 гг.) и связях с западными и восточными странами, истории городской аптеки разных времён, исторических деятелях Кёнигсберга соответственно.
Недалеко от Королевских ворот, в земляном валу, расположена закрытая галерея «Потерна», в которой представлена выставка Войны и судьбы, рассказывающая о наполеоновских войнах и Тильзитском мире.

### Выставочный комплекс «Янтарная мануфактура»
Государственная Янтарная мануфактура была основана в 1926 г. и представляла собой промышленное объединение, включавшее в себя пальмникенские заводы, янтарную фабрику в Кёнигсберге и данцигские мастерские по обработке янтаря. Под управление музея была передано 23 декабря 2013 года. На объекте расположено выставочное пространство «Гаражи», где экспонируется выставка «Тайны затонувших кораблей», объединившая экспонаты, поднятые со дна.

### Старый маяк Заливино

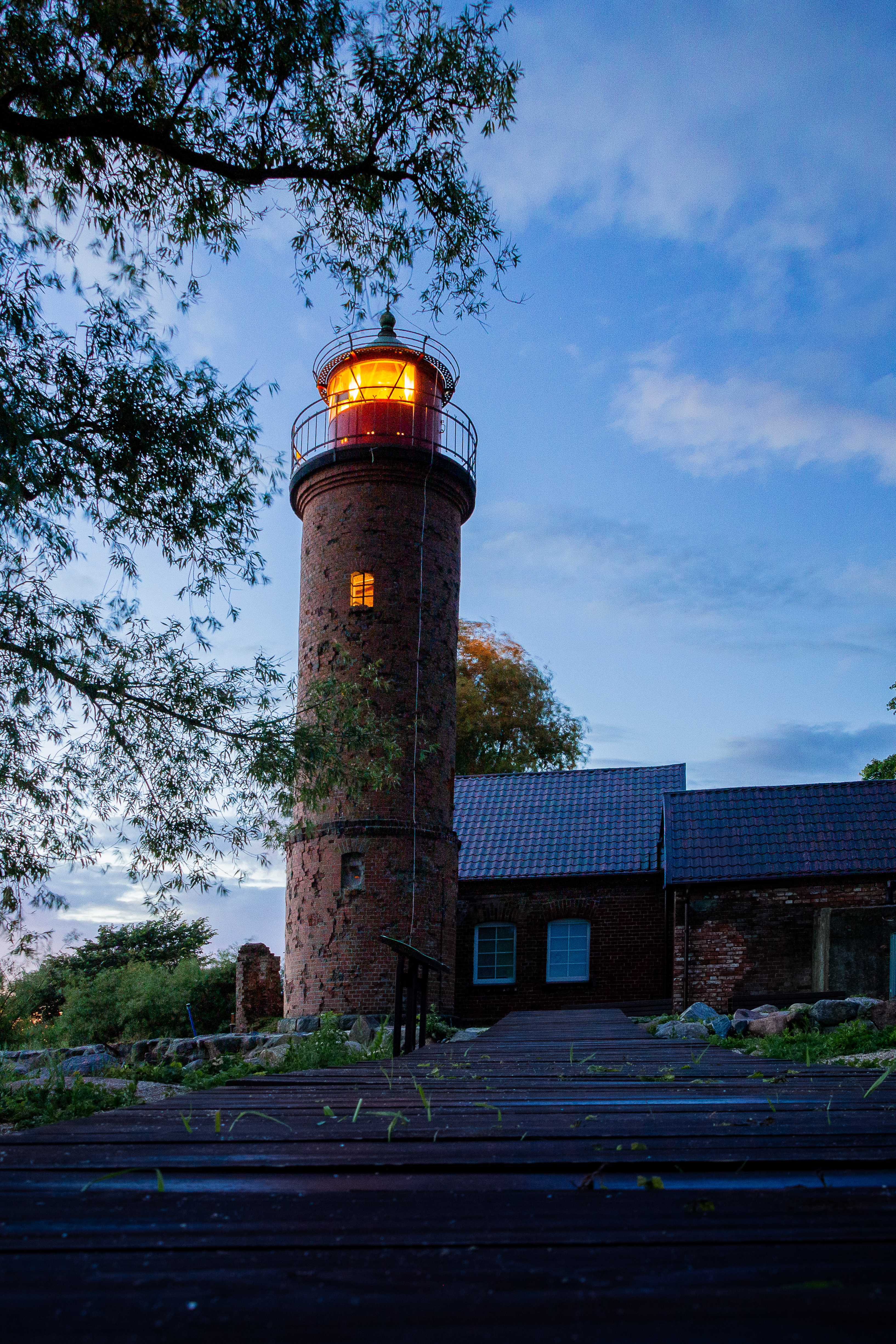
Маяк Риндерорта, пос. Заливино

Маяк Риндерорта — один из трёх сохранившихся в Калининградской области маяков довоенной постройки, расположенный на берегу Куршского залива в посёлке Заливино. В 2020 году передан в собственность музея Мирового океана, которым принято решение о восстановлении маяка и создании экспозиции с помощью системы краудфандинга.
Маяк в посёлке поставлен в 1868 году. Тогда это была 12-метровая деревянная штанга с керосиновым фонарём. В 1908 году маяк уже был возведён в камне, и его кирпичная башня с каменной винтовой лестницей и медной крышей имела высоту более 15,3 метра. Красный и белый огонь маяка был виден в заливе на расстоянии 7 и 12 миль соответственно. Тогда же к башне был пристроен кирпичный домик смотрителя.

### Морской выставочный центр Светлогорск
Данный объект Музея Мирового океана располагается на побережье Балтийского моря, в здании театра эстрады «Янтарь-холл» (г. Светлогорск). В центре разместились этнографическая экспозиция «Люди моря», посвящённая быту и культуре народов Юго-Восточной Азии, и экспозиция «Янтарная гостиная», в которой представлены произведения декоративно-прикладного искусства из янтаря.

### Ледокол «Красин»

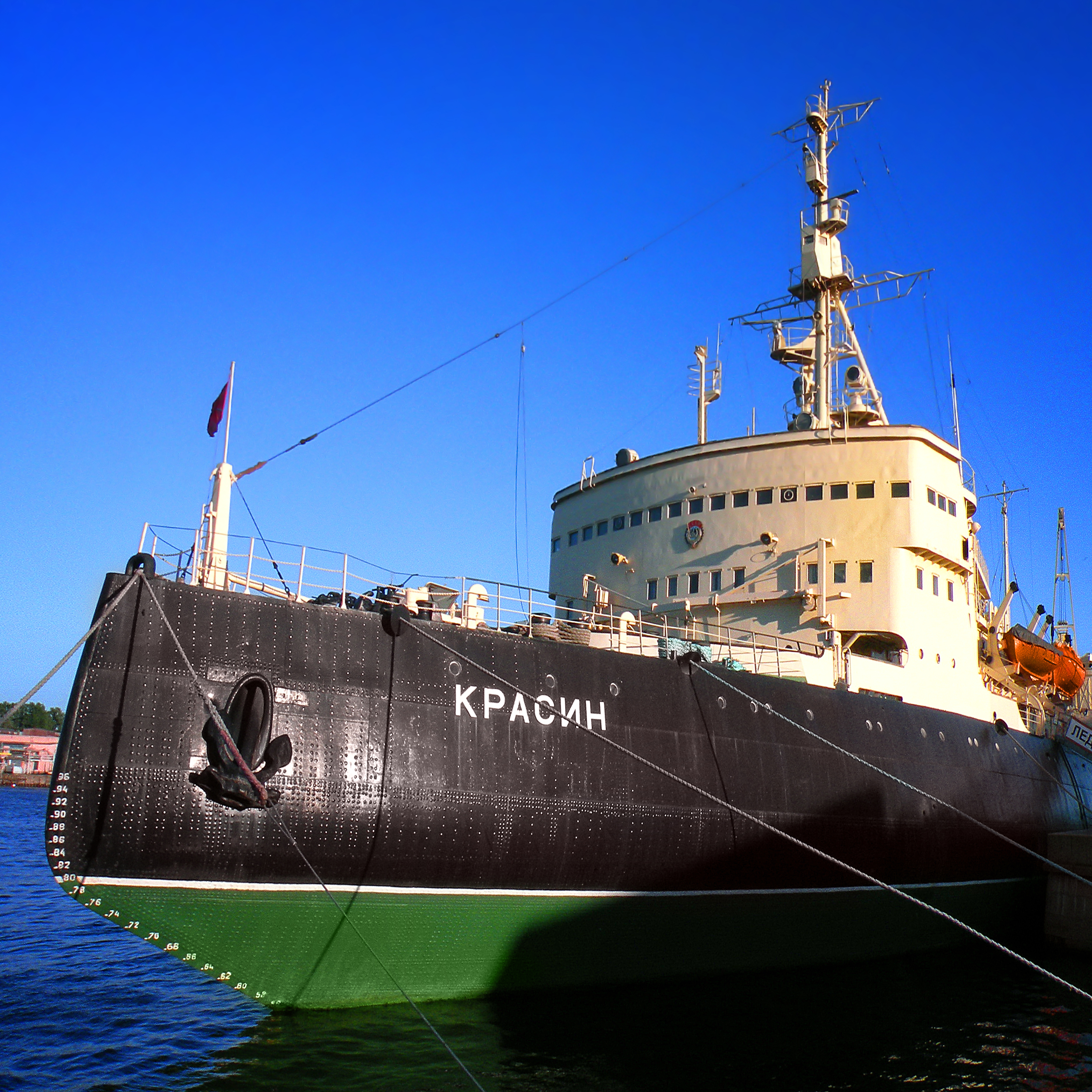
Ледокол «Красин» в г. Санкт-Петербурге

Арктический ледокол русского и советского флотов «Красин», являющийся филиалом музея, ошвартован в Санкт-Петербурге. В конце 1980-х «Красин» был приобретён Всесоюзным обществом «Знание» и отправлен в Ленинград для продолжения службы в давно заслуженной и почётной должности корабля-музея. Сейчас место стоянки ледокола — набережная Лейтенанта Шмидта, у Горного института.

## Награды
- Благодарность Министра культуры Российской Федерации (2003 год) — за подготовку и проведение 7-го Международного конгресса по истории океанографии под эгидой ЮНЕСКО[19].
- Победитель Всероссийского ежегодного фестиваля музеев (2009 год) — «Интермузей».
- Победа в национальном конкурсе «Хрустальный компас» (2017 год) — в номинации «Признание общественности».
- Всероссийская премия Russian Business Travel & Mice Award (2022 год) — в номинации «Лучшая площадка для мероприятий».